# Аппулея
Аппулея (лат. Appuleia; бл. 115 — після 77 року до н. е.) — дочка Луція Аппулея Сатурніна, дружина Марка Емілія Лепіда.
Від шлюбу з консулом Марком Емілієм Лепідом мала трьох синів: Луція Корнелія Сципіона Азіатського Еміліана, Луція Емілія Павла, Марка Емілія Лепіда.
У 77 році до н. е., після смерті та похорону Сулли, Марк Емілій Лепід підняв повстання проти Риму, зазнав ряд поразок і після вирішальної битви поблизу  Марсового поля втік на Сардинію.
Після поразки Марка Емілія Лепіда Аппулея оголосила йому розлучення. На Сардинії Марк Емілій Лепід незабаром помер (від горя або від сухот).